# La legge del fucile
La legge del fucile (Day of the Badman) è un film del 1958 diretto da Harry Keller.
È un film western statunitense con Fred MacMurray, Joan Weldon e Marie Windsor. È basato sul romanzo del 1956 Law of the Trigger di Clifton Adams e sul racconto breve Raiders Die Hard di John M. Cunningham del 1953.

## Trama
Il giudice Jim Scott vuole processare un assassino arrestato. Siccome la pena prevista è quella di morte, la famiglia del criminale chiede al giudice di rilasciarlo, minacciandolo. Di fronte al rifiuto dell’uomo Il potente patriarca Charlie Hayes decide di usare la violenza e i suoi uomini, banditi criminali, per impedire il processo. Nonostante lo sceriffo non sia in grado di fronteggiare la minaccia e contro il parere di Mira, la donna di cui era in precedenza invaghito, preoccupata per lui, il giudice rimane risoluto nel su intento.

## Produzione
Il film, diretto da Harry Keller su una sceneggiatura di Lawrence Roman con il soggetto di John W. Cunningham, fu prodotto da Gordon Kay per la Universal International Pictures e girato negli Universal Studios, Universal City, in California. I titoli di lavorazione furono Decision at Durango, Law of the Trigger e Point of Decision.

## Distribuzione
Il film fu distribuito con il titolo Day of the Bad Man negli Stati Uniti dall'aprile del 1958 al cinema dalla Universal Pictures.
Altre distribuzioni:
- negli Stati Uniti il 29 gennaio 1958 (New York City, New York)
- negli Stati Uniti il 5 febbraio 1958 (Los Angeles, California)
- in Australia il 13 febbraio 1958
- nel Regno Unito il 16 febbraio 1958
- in Francia il 5 marzo 1958 (Nice)
- in Finlandia il 14 marzo 1958 (Pahojen miesten päivä)
- in Francia il 30 aprile 1958 (La journée des violents)
- in Svezia il 19 maggio 1958 (Västerns desperados)
- in Austria nel giugno del 1958 (Die letzte Kugel)
- in Germania Ovest nel giugno del 1958 (Die letzte Kugel)
- in Spagna il 2 aprile 1962 (La hora de la verdad e Scheriff, hora H)
- in Brasile (Na Fúria de uma Sentença)
- in Italia (La legge del fucile)

## Critica
Secondo Leonard Maltin "MacMurray è duro quanto basta nei noiosi panni di un giudice di provincia".

## Promozione
La tagline è: "HE TURNED KILLER...for one day!".